# Grb Karelo-Finske SSR
Grb Karelo-Finske SSR je usvojen 10. veljače 1941. godine, od strane vlade Karelo-Finske SSR i bio je u upotrebi sve do sjedinjenja s Ruskom SFSR 1956. Grb se temelji na grbu SSSR-a. Prikazuje simbole poljoprivrede (grane bora i raž) i lokalni reljef. Na grbu se nalaze i crvena zvijezda i srp i čekić, simboli komunizma. U sklopu grba se nalazi i moto SSSR-a "Proleteri svih zemalja, ujedinite se!" napisan na finskom i ruskom jeziku.

## Također pogledajte
- Grb Republike Karelije
- Zastava Karelo-Finske SSR